# シン・時代劇
『シン・時代劇』（シン・じだいげき）は、テレビ朝日で2024年4月25日から9月12日まで毎週木曜日（水曜日深夜）0時15分 - 0時45分に放送されていた、テレビ朝日と東映共同製作の時代劇放送枠である。

## 概要
スーパーバラバラ大作戦内の連続ドラマ枠として2024年4月期に新設された。なお、テレビ朝日が時代劇放送枠を新たに設置するのは『おはよう!時代劇』以来9年ぶり、新作に限れば『火曜時代劇』以来18年ぶりとなる。
本枠の作品の撮影は東映京都撮影所で行われる。また、「斬新な殺陣」など今までの時代劇には無い要素を取り入れていることが特徴だった。
2024年10月改編で『超人女子戦士 ガリベンガーV』が『ガリベンチャーV』に改名し、本枠の時間帯に移動した。このため、本枠は『君とゆきて咲く』の1作品のみで廃枠となった。

## 放送作品
1. 『君とゆきて咲く〜新選組青春録〜』
  - 4月25日 - 9月12日
  - 原作：手塚治虫「新選組」
  - 主演：前田拳太郎、奥智哉